# 785 Records
785 Records jest wytwórnią płytową kontrolowaną przez korporację Sony. 
Studio zostało otwarte w 1983 roku. Pierwszym Prezesem został DANNER RA. 

## Zospoły/Artyści pod wpływami wytwórni
- Article A
- Tiffany Giardina
- Thin Lizzy
- Scorpions
- King Diamond, King Diamond
- Liza Minnelli (DVD)

## Referencje
- 785 Records otworzyło nową siedzibę naprzeciwko Central Park'u.
- Referencje